# Agios Konstantínos Oropoú
Agios Konstantínos Oropoú (Agios Konstantinos Oropou) är en ort i Grekland.   Den ligger i prefekturen Nomarchía Anatolikís Attikís och regionen Attika, i den östra delen av landet, 40 km norr om huvudstaden Aten. Agios Konstantínos Oropoú ligger 26 meter över havet och antalet invånare är 386.
Terrängen runt Agios Konstantínos Oropoú är platt åt nordost, men söderut är den kuperad. Havet är nära Agios Konstantínos Oropoú åt nordost.Runt Agios Konstantínos Oropoú är det ganska tätbefolkat, med 93 invånare per kvadratkilometer. Närmaste större samhälle är Vasilikón, 13,6 km nordväst om Agios Konstantínos Oropoú. 